# Herman Oliphant
Herman Oliphant (* 31. August 1884; † 11. Januar 1939 in Washington, D.C.) war ein US-amerikanischer Rechtsphilosoph, dessen Auffassungen zum amerikanischen Rechtsrealismus gerechnet werden.
Oliphant behauptete, das Prinzip des Stare decisis sei nicht länger anwendbar. Diese Herangehensweise sei nur für die relativ einfach strukturierten Gesellschaften der Vergangenheit geeignet gewesen, jedoch nicht mehr für die heutige Zeit. Daher vertrat Oliphant eine wissenschaftliche Vorgangsweise.
Er meinte, die Art, wie ein Richter einen Fall behandle, könne als Reiz-Reaktions-Modell angesehen werden, der Richter reagiere auf den Reiz, der vom Fall bei ihm ausgelöst werde.

## Veröffentlichungen
- Herman Oliphant: A Return to Stare Decisis. In: American Bar Association Journal 14 (1928).